# Curgies
Curgies is een gemeente in het Franse Noorderdepartement (Frans: département du Nord) (regio Hauts-de-France). De gemeente telde op 1 januari 2022 1.351 inwoners en maakt deel uit van het arrondissement Valenciennes.

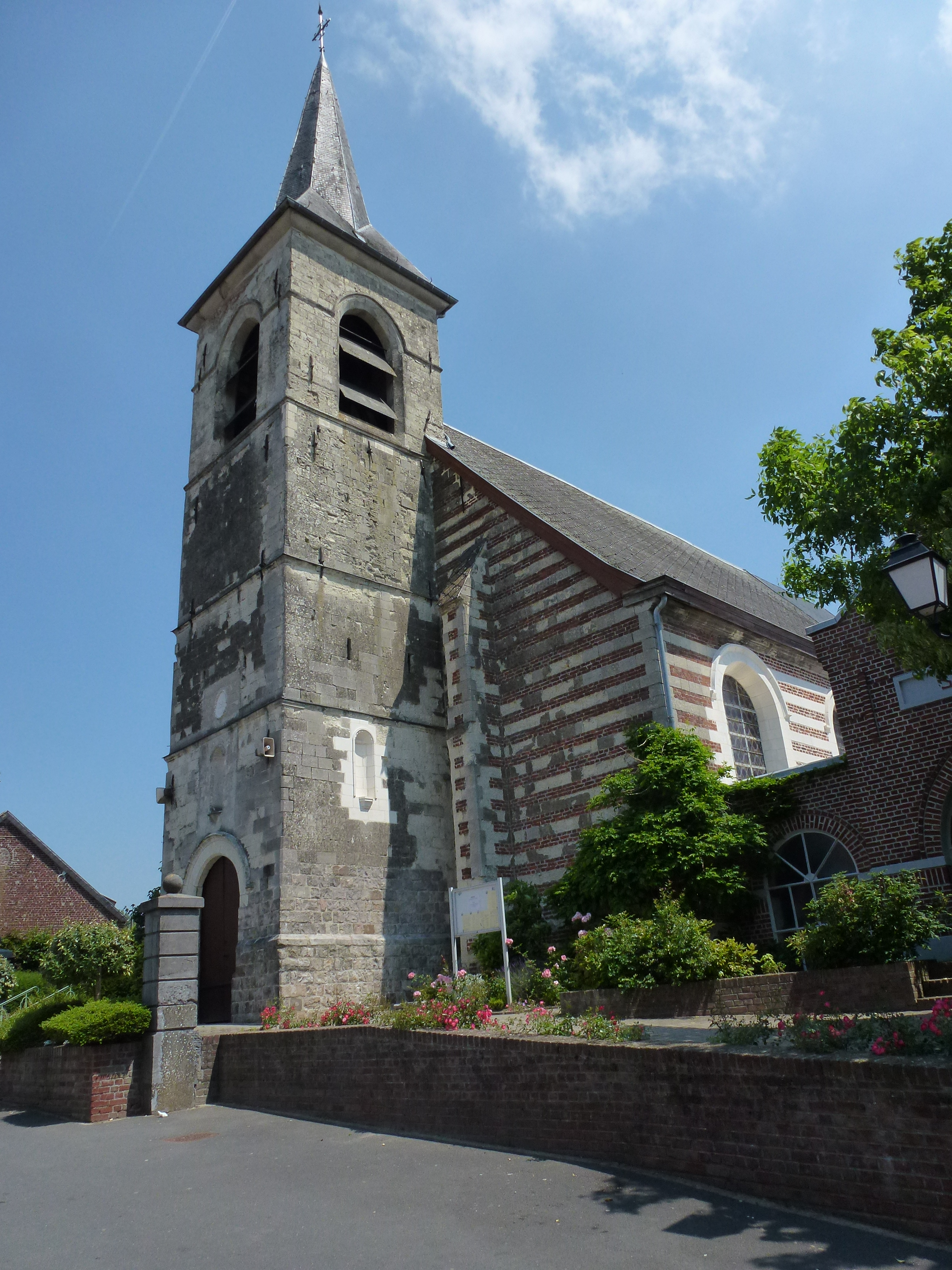
Église de l'Immaculée-Conception

## Geografie
De oppervlakte van Curgies bedroeg op 1 januari 2022 6,08 vierkante kilometer; de bevolkingsdichtheid was toen 222,2 inwoners per km².

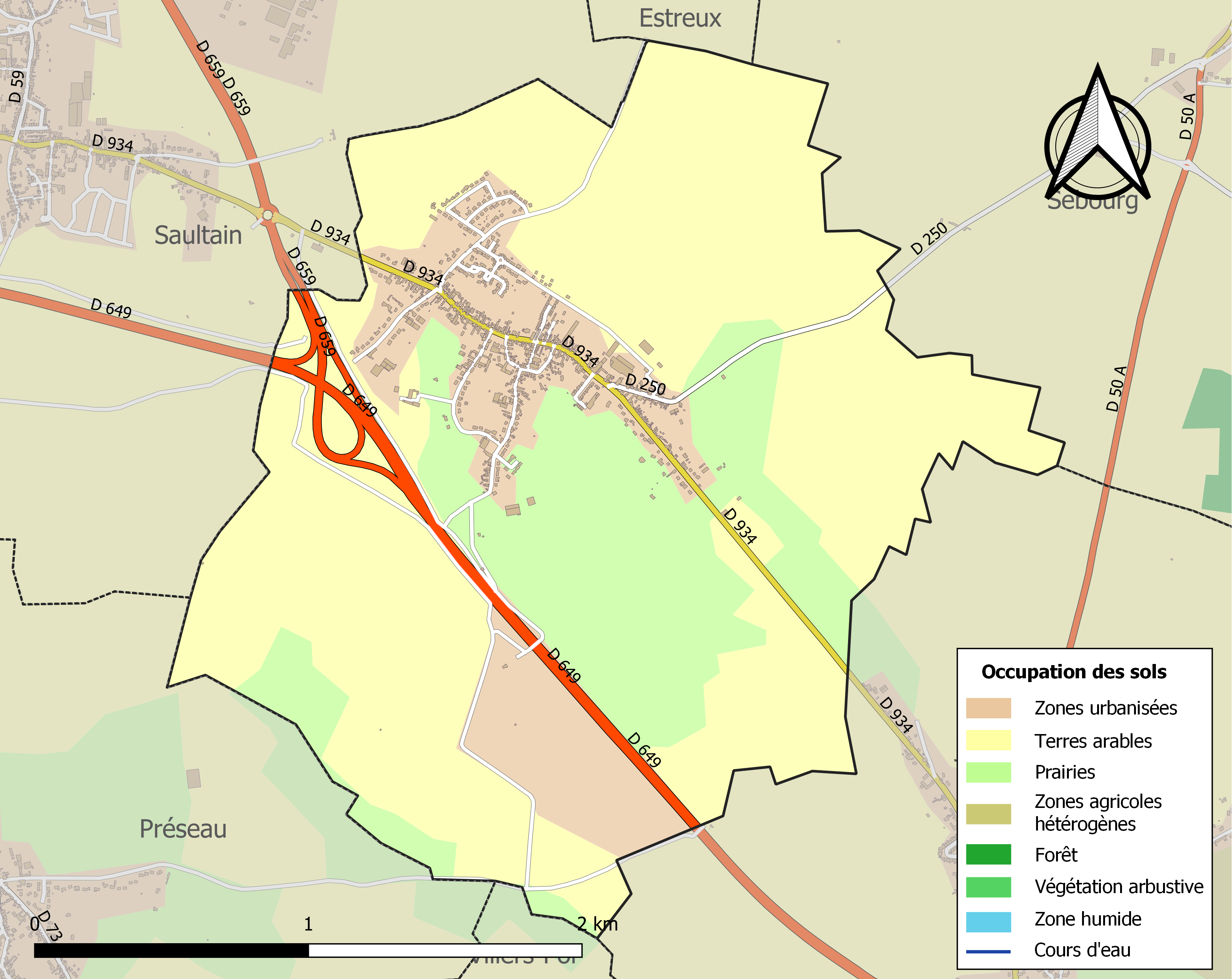
Kaart van de gemeente met belangrijkste infrastructuur, bodemgebruik en omliggende gemeenten

## Bezienswaardigheden
- De Église de l'Immaculée-Conception. Verschillende stukken van het kerkmeubilair werden in 1982 als monument historique geklasseerd.
- Op de gemeentelijke begraafplaats van Curgies liggen negen Britse oorlogsgraven uit de Eerste Wereldoorlog.

## Demografie
Onderstaande figuur toont het verloop van het inwonertal (bron: INSEE-tellingen).

## Verkeer en vervoer
Curgies ligt op de steenweg van Valenciennes naar Bavay en Le Quesnoy.
In de gemeente bevond zich het station Curgies op de nu opgebroken spoorlijn Valenciennes - Bavay.